# Tadeusz Mrówczyński

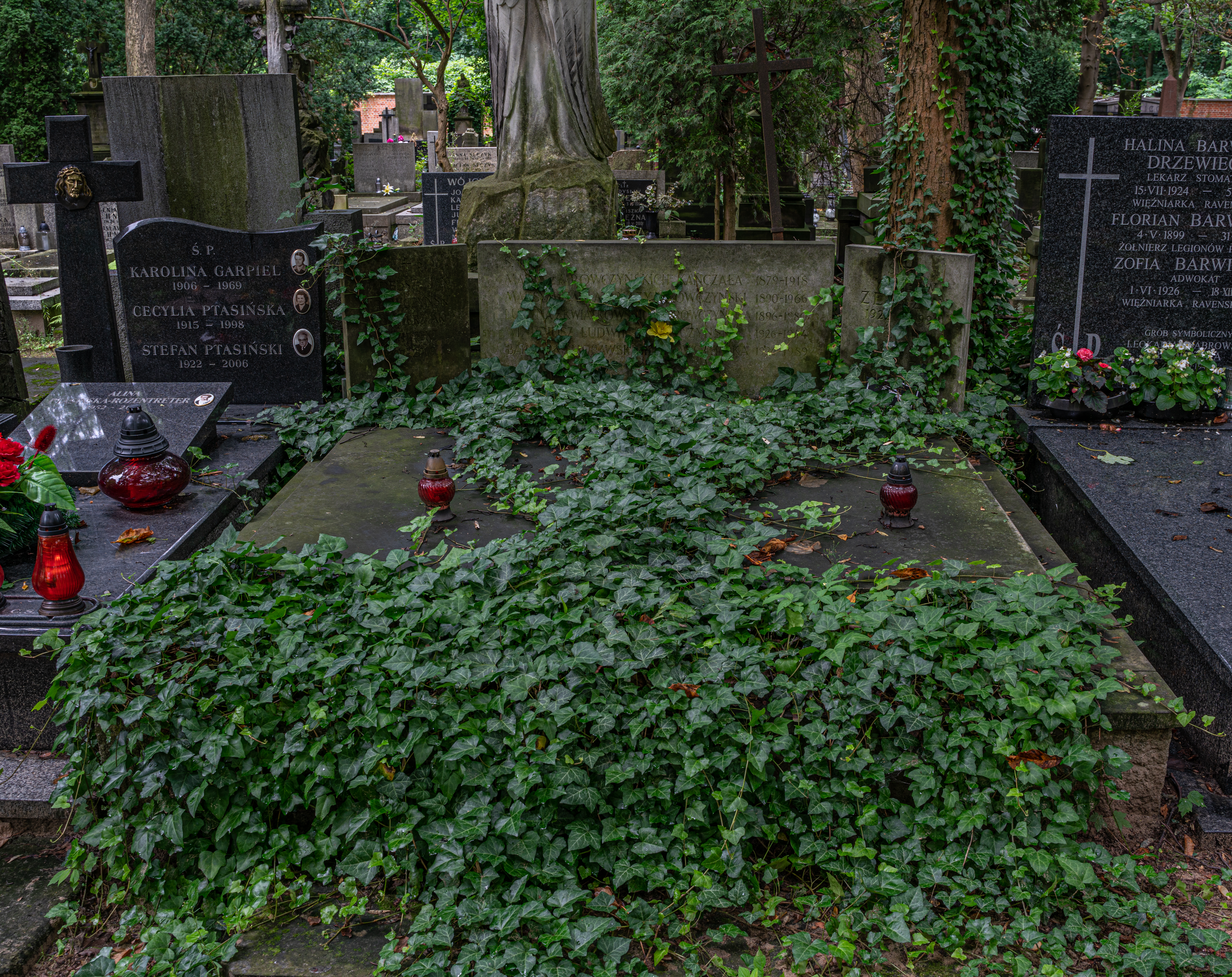
Grób Tadeusza Mrówczyńskiego na cmentarzu Powązkowskim

Tadeusz Jan Mrówczyński (ur. 28 lutego 1922 w Warszawie, według innego źródła 16 marca 1922, zm. 10 stycznia 2009) – polski architekt.

## Życiorys
Syn Maksymiliana i Lucyny z domu Kwiatkowskiej. Był absolwentem IV Miejskiego Gimnazjum Męskiego im. Jakuba Jasińskiego.
W 1943 ukończył Miejską Szkołę Budowlaną i rozpoczął studia na tajnym Wydziale Architektury Politechniki Warszawskiej.
W czasie II wojny światowej żołnierz Szarych Szeregów ps. Mrówka, oraz żołnierz Grupy Bema AK por. ps. Jacek Trzaska. Uczestnik powstania warszawskiego.
Prezes SARP, projektant w Biurze Odbudowy Stolicy, wykładowca akademicki na Politechnice Warszawskiej, członek Komisji Nagród Ministrów ds. Budownictwa, autor licznych obiektów i rozwiązań urbanistycznych.
Absolwent Wydziału Architektury Politechniki Warszawskiej. Od 1952 członek SARP, w latach 1969–1973 piastował funkcję Wiceprezesa Oddziału Warszawskiego SARP, w latach 1975–78 wiceprezesa, a w latach 1978–1981 był prezesem SARP. Jako projektant pracował między innymi dla Miastoprojektu Stolica-Południe i Miastoprojektu Warszawa. Brał udział w projektowaniu takich zespołów miejskich jak: Muranów Zachodni, Służew-Fort, Gocław, Skocznia i Domaniewska.
Jest pochowany na cmentarzu Powązkowskim w Warszawie (kwatera 207, rząd 4, grób 9-10).

## Odznaczenia i wyróżnienia
- Krzyż Komandorski Orderu Odrodzenia Polski
- Krzyż Kawalerski Orderu Odrodzenia Polski
- Krzyż Walecznych (dwukrotnie)
- Krzyż Partyzancki
- Złoty Krzyż Zasługi
- Srebrny Krzyż Zasługi z Mieczami
- Medal za Warszawę 1939–1945
- Krzyż Armii Krajowej
- Warszawski Krzyż Powstańczy
- Medal Wojska (trzykrotnie)
- Krzyż „Za Zasługi dla ZHP” z Mieczami
- Złota Odznaka SARP
- Nagroda Miasta Stołecznego Warszawy
- Złota Odznaka Odbudowy Warszawy
- Złota Odznaka honorowa „Zasłużony dla Budownictwa i Przemysłu Materiałów Budowlanych”
- Złota Odznaka honorowa „Za Zasługi dla Warszawy”
- Odznaka honorowa „Za zasługi dla budownictwa” (22 grudnia 2008)